# Derchigny
Derchigny és un municipi francès situat al departament del Sena Marítim i a la regió de Normandia. L'any 2007 tenia 518 habitants.

## Demografia

### Població
| Evolució de la població |      |      |      |      |      |      |      |      |
| 1793                    | 1800 | 1806 | 1821 | 1831 | 1836 | 1841 | 1846 | 1851 |
| 83                      | 85   | 88   | 95   | 459  | 446  | 434  | 407  | 418  |

| 1856 | 1861 | 1866 | 1872 | 1876 | 1881 | 1886 | 1891 | 1896 |
| ---- | ---- | ---- | ---- | ---- | ---- | ---- | ---- | ---- |
| 413  | 389  | 412  | 392  | 380  | 392  | 397  | 414  | 391  |

| 1901 | 1906 | 1911 | 1921 | 1926 | 1931 | 1936 | 1946 | 1954 |
| ---- | ---- | ---- | ---- | ---- | ---- | ---- | ---- | ---- |
| 360  | 376  | 377  | 369  | 319  | 346  | 359  | 392  | 354  |

| 1962 | 1968 | 1975 | 1982 | 1990 | 1999 | 2006 | 2011 | 2016 |
| ---- | ---- | ---- | ---- | ---- | ---- | ---- | ---- | ---- |
| 282  | 291  | 314  | 379  | 384  | 416  | -    | -    | -    |

| 2019 | - | - | - | - | - | - | - | - |
| ---- | - | - | - | - | - | - | - | - |
| -    | - | - | - | - | - | - | - | - |

El 2007 la població de fet de Derchigny era de 518 persones. Hi havia 188 famílies de les quals 33 eren unipersonals (11 homes vivint sols i 22 dones vivint soles), 59 parelles sense fills, 81 parelles amb fills i 15 famílies monoparentals amb fills.
La població ha evolucionat segons el següent gràfic:
Habitants censats

### Habitatges
El 2007 hi havia 204 habitatges, 189 eren l'habitatge principal de la família, 9 eren segones residències i 6 estaven desocupats. 203 eren cases i 1 era un apartament. Dels 189 habitatges principals, 152 estaven ocupats pels seus propietaris, 34 estaven llogats i ocupats pels llogaters i 3 estaven cedits a títol gratuït; 1 tenia una cambra, 8 en tenien dues, 23 en tenien tres, 46 en tenien quatre i 110 en tenien cinc o més. 152 habitatges disposaven pel capbaix d'una plaça de pàrquing. A 67 habitatges hi havia un automòbil i a 112 n'hi havia dos o més.

### Piràmide de població
La piràmide de població per edats i sexe el 2009 era:
| Homes | Edats   | Dones |
| ----- | ------- | ----- |
| 0     | 95 o +  | 0     |
| 0     | 90 a 94 | 0     |
| 0     | 85 a 89 | 0     |
| 0     | 80 a 84 | 0     |
| 0     | 75 a 79 | 0     |
| 12    | 70 a 74 | 8     |
| 4     | 65 a 69 | 8     |
| 20    | 60 a 64 | 8     |
| 4     | 55 a 59 | 16    |
| 12    | 50 a 54 | 12    |
| 24    | 45 a 49 | 8     |
| 12    | 40 a 44 | 20    |
| 28    | 35 a 39 | 20    |
| 20    | 30 a 34 | 24    |
| 4     | 25 a 29 | 12    |
| 12    | 20 a 24 | 4     |
| 12    | 15 a 19 | 16    |
| 16    | 10 a 14 | 16    |
| 20    | 5 a 9   | 28    |
| 16    | 0 a 4   | 8     |

## Economia
El 2007 la població en edat de treballar era de 345 persones, 253 eren actives i 92 eren inactives. De les 253 persones actives 233 estaven ocupades (128 homes i 105 dones) i 20 estaven aturades (8 homes i 12 dones). De les 92 persones inactives 22 estaven jubilades, 36 estaven estudiant i 34 estaven classificades com a «altres inactius».

### Ingressos
El 2009 a Derchigny hi havia 199 unitats fiscals que integraven 560,5 persones, la mediana anual d'ingressos fiscals per persona era de 18.699 €.

### Activitats econòmiques
Dels 14 establiments que hi havia el 2007, 1 era d'una empresa de fabricació d'altres productes industrials, 2 d'empreses de construcció, 3 d'empreses de comerç i reparació d'automòbils, 2 d'empreses d'hostatgeria i restauració, 3 d'empreses de serveis i 3 d'entitats de l'administració pública.
Dels 2 establiments de servei als particulars que hi havia el 2009, 1 era un guixaire pintor i 1 electricista.
L'únic establiment comercial que hi havia el 2009 era una peixateria.
L'any 2000 a Derchigny hi havia 10 explotacions agrícoles que ocupaven un total de 456 hectàrees.

## Equipaments sanitaris i escolars
L'únic equipament sanitari que hi havia el 2009 era una ambulància.

## Poblacions més properes
El següent diagrama mostra les poblacions més properes.